# Lago Lövenborg
Lago Lövenborg är en sjö i Chile.   Den ligger i regionen Región de Magallanes y de la Antártica Chilena, i den södra delen av landet, 2 400 km söder om huvudstaden Santiago de Chile. Lago Lövenborg ligger 428 meter över havet. Arean är 0,92 kvadratkilometer. Den sträcker sig 1,0 kilometer i nord-sydlig riktning, och 2,1 kilometer i öst-västlig riktning.
Trakten runt Lago Lövenborg består i huvudsak av gräsmarker. Trakten runt Lago Lövenborg är nära nog obefolkad, med mindre än två invånare per kvadratkilometer.